# Sitana
Sitana – rodzaj jaszczurek z podrodziny Draconinae w obrębie rodziny agamowatych (Agamidae).

## Zasięg występowania
Rodzaj obejmuje gatunki występujące w Indiach, Nepalu i na Sri Lance.

## Morfologia
Długość ciała samców 36,6–56,6 mm, samic 36,4–52,1  mm.

## Systematyka

### Etymologia
- Sitana (Litana): „Cuvier (1829) w swoim opisie nie wspomniał nic o nazwie rodzajowej. Jerdon (1853) wspomniał, że Sitana to nazwa, którą znał w Puducherry, a nazwa rodzaju to łacińska terminacja słowa „Shaitan” lub Diabeł. Jerdon zauważa również, że nazwa ta była czasami stosowana przez muzułmanów z południowych Indii. Niedawno Schleich i Kästle (2002), bez żadnego odniesienia, zasugerowali, że nazwa rodzajowa wywodzi się od nazwy sit wona oznaczającego w języku tamilskim małą jaszczurkę. Sit wona w języku tamilskim nie oznacza jednak małej jaszczurki: jest to albo siri-jawona lub chinnawona. Nie ma wzmianki o etymologii rodzaju przez minionych herpetologów (Günther, 1864, Boulenger, 1890, Smith, 1935). Ponieważ informacje Jerdona zostały opublikowane w tym samym wieku, sugerujemy, że jego wersja etymologii jest bardziej prawdopodobna”[7].
- Semiophorus: gr. σημειοφορος „chorąży”[3], od σημειον sēmeion „flaga, sztandar”, od σημα sēma, σηματος sēmatos sygnał; -φορος -phoros „noszenie”, od φερω pherō „nosić”[8]. Gatunek typowy: Sitana ponticeriana Cuvier, 1829

### Podział systematyczny
Do rodzaju należą następujące gatunki:
- Sitana devakai Amarasinghe, Ineich & Karunarathna, 2015
- Sitana dharwarensis Ambekar, Murthy & Mirza, 2020
- Sitana fusca Schleich & Kästle, 1998
- Sitana gokakensis Deepak, Khandekar, Chaitanya & Karanth, 2018
- Sitana kalesari Bahuguna, 2015
- Sitana laticeps Deepak & Giri, 2016
- Sitana marudhamneydhal Deepak, Khandekar, Varma & Chaitanya, 2016
- Sitana ponticeriana Cuvier, 1829
- Sitana schleichi Anders & Kästle, 2002
- Sitana sivalensis Schleich, Kästle & Shah, 1998
- Sitana spinaecephalus Deepak, Vyas & Giri, 2016
- Sitana sushili Deepak, Tillack, Kar, Sarkar & Mohapatra, 2021
- Sitana thondalu Deepak, Khandekar, Chaitanya & Karanth, 2018
- Sitana visiri Deepak, 2016